# Nowosjolowo (Kaliningrad, Krasnosnamensk)
Nowosjolowo (russisch Новосёлово, deutsch Kurschehlen, 1938 bis 1945 Siedlerfelde, litauisch Kuršeliai) ist ein verlassener Ort im Rajon Krasnosnamensk der russischen Oblast Kaliningrad.
Der nächstgelegene bewohnte Ort ist die vier Kilometer südöstlich gelegene Siedlung Prawdino (Grumbkowkeiten/Grumbkowsfelde).

## Geschichte

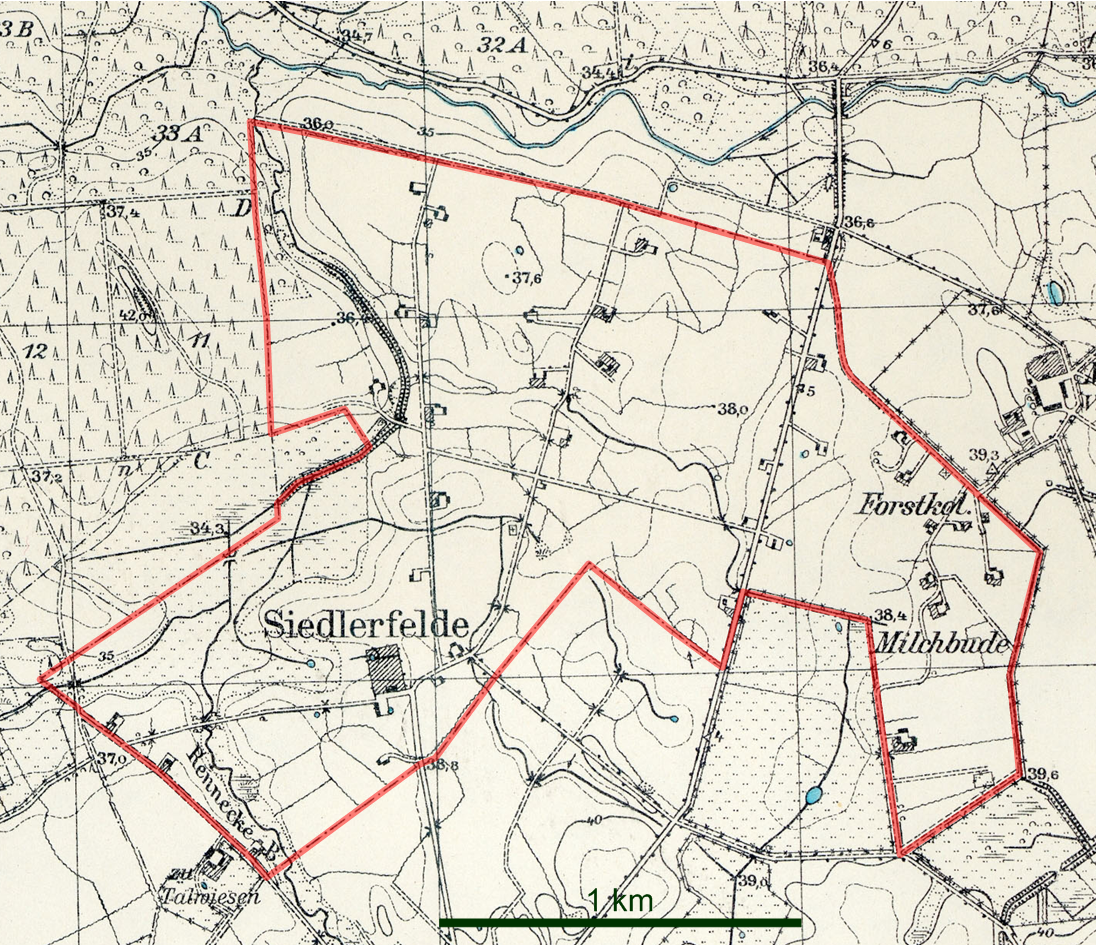
Die Gemeinde Siedlerfelde auf einem Messtischblatt von 1938

Der zunächst Kurschinehlen und Kurschellen genannte Ort war ein 1643 gegründetes kölmisches Gut. 1874 wurde der Gutsbezirk Kurschehlen dem neu gebildeten Amtsbezirk Grumbkowkeiten im Kreis Pillkallen zugeordnet. Bis 1875 gehörte das Gut der Familie Preugschat, dann bis 1888 dem aus der Schweiz stammenden Henri von Wattenrögl, danach bis 1899 Mathes Heisel aus Szirgupönen und bis 1912 Augat. Nach weiteren Besitzerwechseln wurde es 1920 von einer Siedlungsgesellschaft erworben, die es ab 1923 aufsiedelte. 1928 wurde der Gutsbezirk in eine Landgemeinde umgewandelt. 1929 wurde die Forstkolonie Milchbude (s. u.) angeschlossen. 1938 erfolgte die Umbenennung von Kurschehlen in Siedlerfelde.
In Folge des Zweiten Weltkrieges kam der Ort 1945 mit dem nördlichen Ostpreußen zur Sowjetunion. Im Jahr 1950 erhielt er die russische Bezeichnung Nowosjolowo (etwa „Neusiedlerort“) und wurde dem Dorfsowjet Prawdinski selski Sowet im Rajon Krasnosnamensk zugeordnet. Nowosjolowo wurde vor 1975 aus dem Ortsregister gestrichen. Überbleibsel des Ortes gehörten möglicherweise in den 1970er Jahren noch zu Archangelskoje (Kurschen).

### Einwohnerentwicklung
| Jahr | Einwohner | Bemerkungen                               |
| ---- | --------- | ----------------------------------------- |
| 1867 | 62        |                                           |
| 1871 | 78        |                                           |
| 1885 | 77        |                                           |
| 1905 | 56        |                                           |
| 1910 | 77        |                                           |
| 1925 | 216       | nach der Aufsiedelung                     |
| 1933 | 190       | einschließlich der Forstkolonie Milchbude |
| 1939 | 169       |                                           |

### Forstkolonie Milchbude
Die Forstkolonie Milchbude entstand (offenbar) im 19. Jahrhundert. Seit 1874 gehörte sie als eigenständiger Gutsbezirk zum neu gebildeten Amtsbezirk Grumbkowkeiten, wurde aber spätestens 1885 dem Gutsbezirk des Forstes Schorellen angeschlossen. 1929 erfolgte der Anschluss an die Landgemeinde Kurschehlen.
Nach 1945 gehörten Überbleibsel von Milchbude offenbar noch zu Archangelskoje (Kurschen).

#### Einwohnerentwicklung
| Jahr | Einwohner |
| ---- | --------- |
| 1867 | 79        |
| 1871 | 70        |
| 1885 | 66        |
| 1905 | 58        |

## Kirche
Kurschehlen gehörte zum evangelischen Kirchspiel Pillkallen. Nachdem das Gut von 1913 bis 1918 dem Baptistenprediger Gezork gehört hatte, wurde dort zur Festigung des evangelischen Glaubens seit 1927 alle vierzehn Tage in einem Bethaus ein Außengottesdienst abgehalten.